# Dejan Kulusevski
Dejan Kulusevski (em macedônio/macedónio:  Дејан Кулушевски, Estocolmo, 25 de abril de 2000) é um jogador de futebol profissional sueco de ascendência macedônia, que atua como ponta-direita ou meia ofensivo. Atualmente defende o Tottenham e a seleção da Suécia.

## Carreira
Nasceu em Estocolmo e ingressou no juvenil dos IF Brommapojkarna aos 6 anos, com 17 anos transferiu para o clube italiano do Atalanta e estreou na Serie A em 20 de janeiro de 2019, substituindo Marten de Roon em uma vitória fora por 5-0 contra o Frosinone .
Em 18 de julho de 2019, Kulusevski assinou contrato com o clube Parma da Série A por empréstimo até 30 de junho de 2020. Ele marcou seu primeiro gol na Série A em uma vitória por 3 a 2 contra o Torino
Em 31 de janeiro de 2022, Kulusevski foi emprestado por 18 meses ao time da Premier League Tottenham Hotspur; o acordo de empréstimo valia €10 milhões, e incluía uma opção de compra, que se tornaria obrigatória sob certas condições por uma taxa adicional de €35 milhões. Ele fez sua primeira aparição pelo Spurs em 5 de fevereiro na partida da FA Cup contra o Brighton & Hove Albion, entrando como substituto em uma vitória por 3 a 1. Em 19 de fevereiro, Kulusevski marcou seu primeiro gol pelo Tottenham no quarto minuto da partida, que o Tottenham acabou vencendo por 3 a 2 contra o Manchester City. Em sua primeira temporada, Kulusevski conseguiu 13 participações em gol (cinco gols e oito assistências) em 18 jogos na Premier League. No entanto, ele enfrentou dificuldades na temporada seguinte, "através de uma mistura de lesões, má forma e, possivelmente, má gestão".
Em 17 de junho de 2023, foi anunciado que Kulusevski assinou permanentemente com o Tottenham Hotspur até 2028. Em 16 de setembro, o gol de Kulusevski aos 100 minutos deu ao Tottenham uma virada por 2 a 1 sobre o Sheffield United, garantindo a mais recente virada vencedora na história da Premier League.

### Internacional
Nascido na Suécia de pais macedônios de Ohrid, Kulusevski jogou em todas as equipes nacionais juvenis da Suécia, assim como a Macedônia sub-17. Ele foi convocado para a seleção nacional da Suécia pela primeira vez em novembro de 2019 para os jogos de qualificação da Euro 2020 contra Romênia e Ilhas Faroé. Para a seleção nacional principal, Kulusevski disse que sua escolha de lealdade foi 'uma escolha fácil' já que sempre foi sua preferência representar a Suécia.
Kulusevski fez sua estreia internacional pela Suécia em 18 de novembro de 2019, entrando como substituto de Ken Sema em uma vitória por 3 a 0 contra as Ilhas Faroé no último jogo da fase de qualificação para a Euro 2020. Em 8 de setembro de 2020, ele fez sua primeira partida como titular pela Suécia, jogando por 90 minutos antes de ser substituído por Albin Ekdal em uma derrota por 0 a 2 para a Portugal na 2020–21 UEFA Nations League. Em 14 de novembro de 2020, Kulusevski marcou seu primeiro gol internacional contra a Croácia em uma vitória em casa por 2 a 1 na Nations League.
Em 8 de junho de 2021, Kulusevski testou positivo para COVID-19 em meio à sua pandemia na Suécia, sendo afastado do primeiro jogo da Suécia na UEFA Euro 2020 contra a Espanha em 14 de junho.

## Títulos
Juventus
- Supercoppa Italiana: 2020
- Copa da Itália: 2020–21

Tottenham
- Liga Europa da UEFA: 2024–25[23]